# Państwo hukwaldzkie
Państwo hukwaldzkie (cz. Hukvaldské panství, pełna nazwa: Olomoucké knížecí arcibiskupské panství Hukvaldy, léno Koruny české, niem. Olmützer Fürst-Erzbischöfliche Herrschaft Hochwald, Lehen der böhmischer Krone) – historyczne państwo (latyfundium) feudalne w północno-wschodnim Margrabstwie Moraw z centrum administracyjnym w Hukvaldach, od połowy XIII wieku należące jako lenno Królestwa Czech do biskupów ołomunieckich (od 1744 arcybiskupów). W XVI wieku w procesie wchłaniania okolicznych włości biskupich do państwa hukwaldzkiego osiągnęło ono znaczne rozmiary i pod koniec wieku oprócz zamku w Hukwaldach obejmowało również 2 miasta (Morawska Ostrawa i Příbor), 3 miasteczka (Brušperk, Frenštát i Mistek) i 29 wsi. Od tamtej pory terytorium państwa nie ulegało znaczącym zmianom. W połowie XIX wieku, podczas wprowadzania w Austrii nowoczesnego podziału administracyjnego likwidującego stare struktury feudalne, państwo hukwaldzkie przekształciło się w wielki majątek ziemski.

## Historia

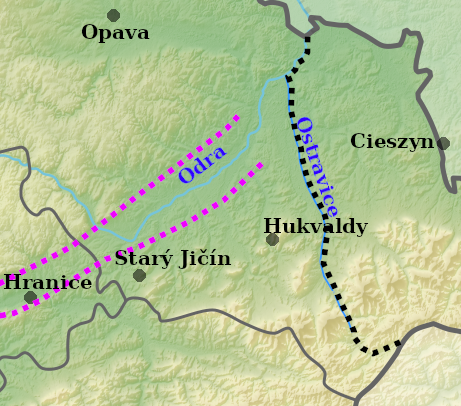
Północno-wschodnie Morawy pomiędzy miastem Hranice a rzeką Ostrawicą, przerywana różowa linia – Brama Morawska, przerywana czarna linia – granica diecezjalna ołomuniecko-wrocławska, zarazem granica śląsko—morawska w XIII wieku

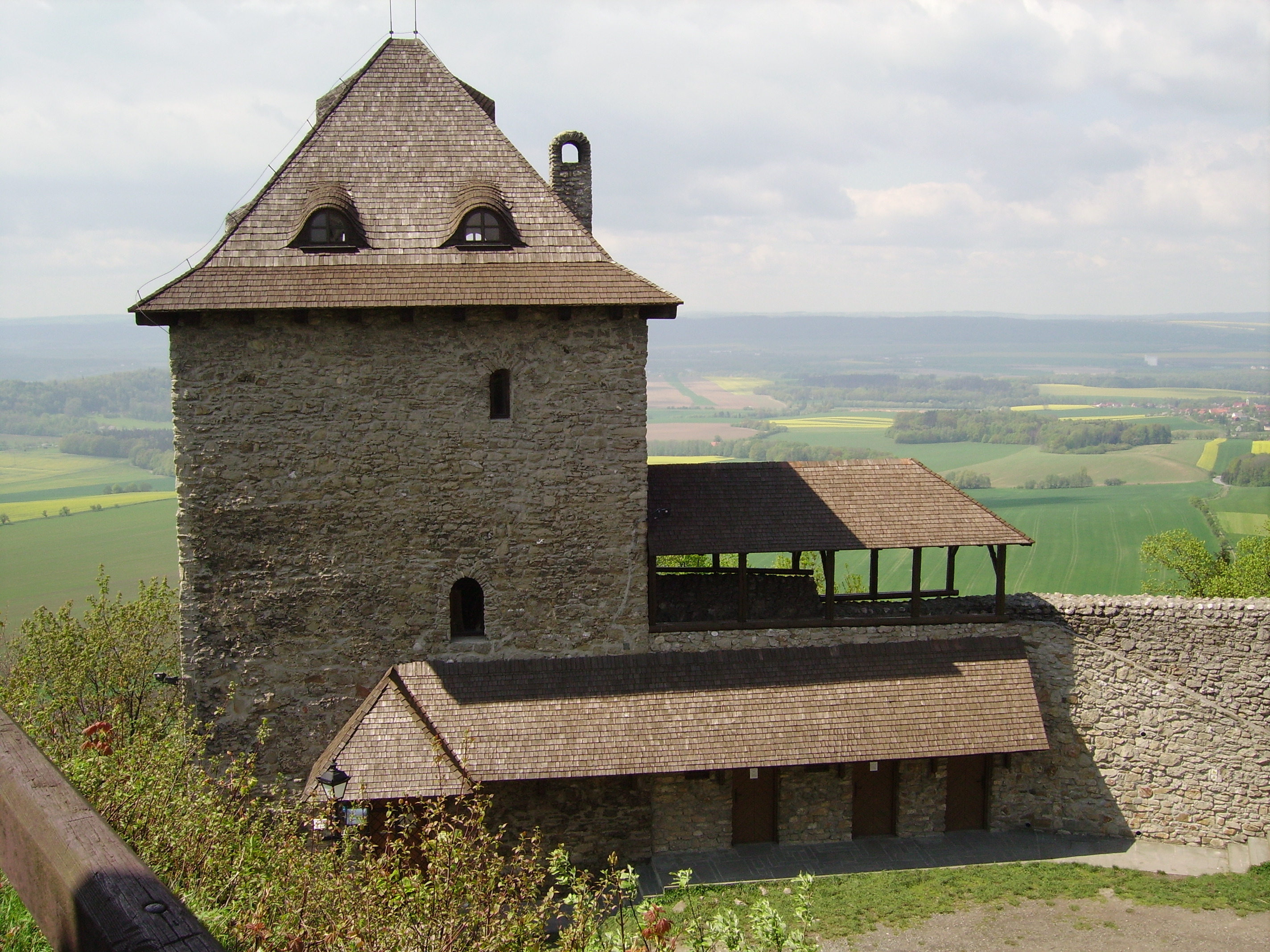
Zamek w Starym Jiczynie

Pierwszym znanym właścicielem majątku hukwaldzkiego był Arnold z Hückeswagen, który uzyskał go jako lenno od króla czeskiego Przemysła Ottokara I za służbę dyplomatyczną w Anglii. W czeskich dokumentach występował jako świadek w latach 1234–1237. Arnold w swym majątku najpierw założył gród Stary Jiczyn, który miał również chronić granicę Królestwa Czech od strony Polski i Węgier. Po Arnoldzie dobra hukwaldzkie objął jego syn, Franko. Udało się mu uniknąć większego spustoszenia podczas ataku Mongołów w 1241 roku, jednak kolonizacja obszaru nie nabrała większego rozmachu. Pomiędzy rokiem 1252 a 1258 swe włości, rozciągające się pomiędzy Sedlničką, Odrą, Ostrawicą a północnym skłonem Beskidu Morawsko-Śląskiego, sprzedał biskupowi ołomunieckiemu Brunowi ze Schauenburga. Biskup Bruno południowo-zachodnią część zyskanej ziemi (okolice Przyboru, Hukwaldu i Frensztatu) przydzielił z powrotem Frankowi z Hückeswagen, natomiast część wschodnią (okolice Bruszperku i Mistka) włączył do włości biskupich.

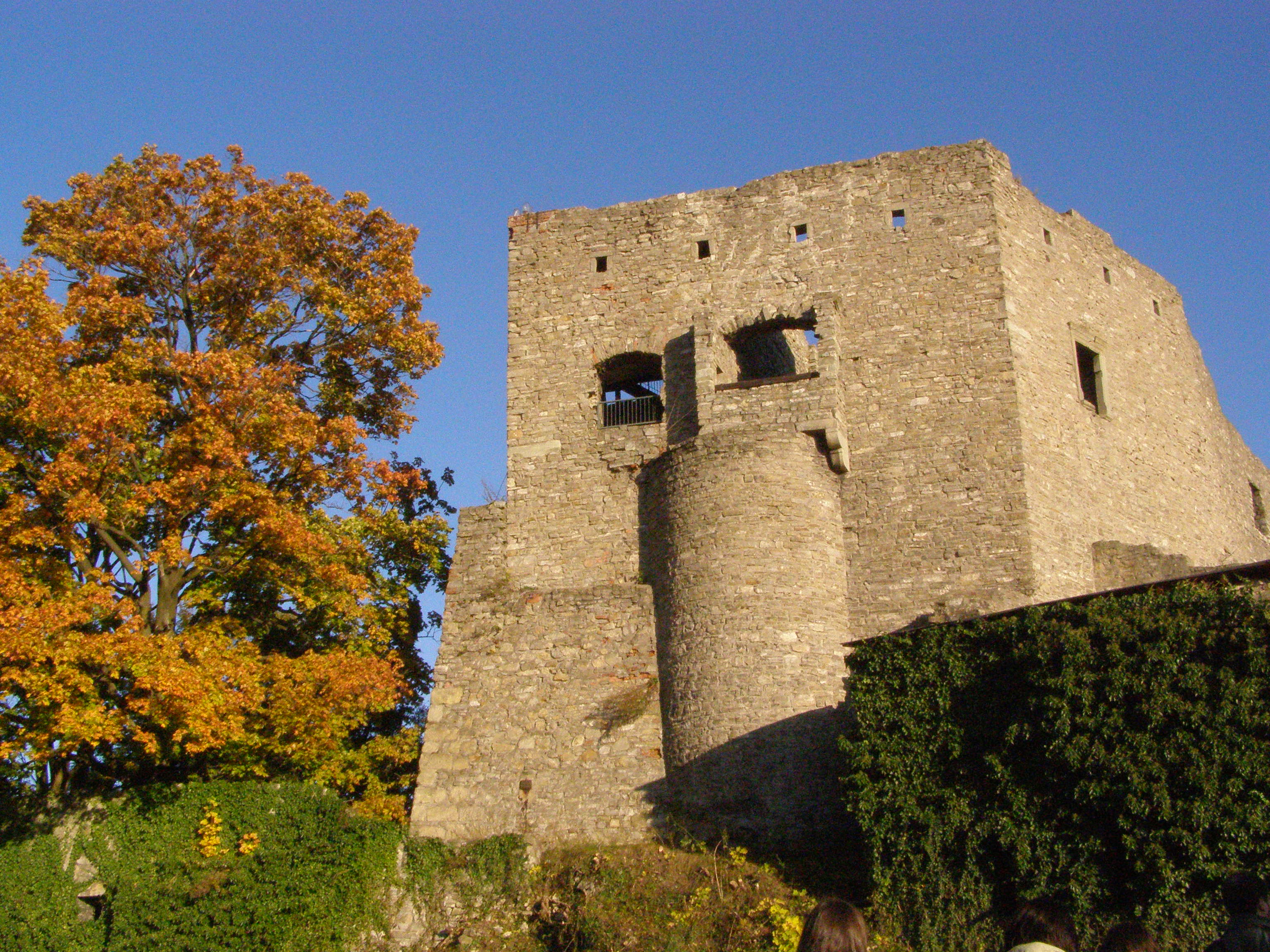
Zamek Hukvaldy

Następnie biskup Bruno we wschodniej części, która była dotąd przeważnie zalesiona (spośród wsi istniały prawdopodobnie tylko Staříč i Paskov), rozpoczął akcję kolonizacyjną. Biskup ten uchodził długo za germanizatora Moraw, a wiele z nowych osad otrzymywało niemieckie nazwy. Z opinią taką nie zgadzała się m.in. Libuše Hrabová, która po analizie źródeł z czasów kolonizacji północnych Moraw, przypisała wiele lokacji jego ministeriałom, a nie jemu samemu. Mieli oni przybyć za biskupem jako drobni rycerze, chłopów miało za nim przybyć jednak dużo mniej, a nowo zakładane osady były raczej mieszane. Nowe miejscowości rozdawał często w lenno (1267 Fryčovice, 1272 Bělá, 1277 Sviadnov). W zachodniej części Franko (już jako lennik biskupów) najpierw przeniósł swą siedzibę do Přiboru a następnie rozpoczął budowę zamku Hukvaldy (Hückeswalde). W latach 70. XIII wieku lenno przejęli Jindřich i Blud, w 1285 piszący się „z Hukwald”, co świadczy o tym, iż gród ten już służył jako centrum lenna. Oprócz niego zarządzali zamkiem Šostýn i podejmowali zakładanie nowych wsi (np. Kozlovice – 1294). Z kolei we wschodniej części włości biskupich biskupa Bruno zastąpił Dětřich z Hradce (1281–1302), który – poza kontynuacją kolonizacji – dużą część majątku oddał w lenno rodzinie Stangów, co utworzyło w 1288 maństwo misteckie. W 1299 wymieniona jest wieś Metylovice w związku z zasiedlaniem okolic dzisiejszego Frydlantu, który w 2 połowie XIV wieku również uzyskali Stangowie, co z kolei utworzyło mistecko-frydlanckie maństwo (Místek, Frýdlant, Sviadnov, Malé Kunčice, Bahno, Hodoňovice, Metylovice).
Przed 1316 rokiem lenno Hückeswagenów uzyskali ołomunieccy kanonicy Dětřich i Jindřich z Füllsteina, a w 1327 było ono we władaniu Jindřicha z Kytlic. Był to okres w Królestwie Czech wysoce niespokojny; również w państwie hukwaldzkim panoszyli się raubritterzy. Sytuacja uspokoiła się za panowania Karola IV Luksemburskiego. W 1400 roku całe państwo hukwaldzkie zastawiono królowi węgierskiemu Zygmuntowi Luksemburskiemu, który przekazywał je dalej w lenno (np. w 1438 Janowi Čapkowi z Sán). W 1466 król czeski Jerzy z Podiebradów odkupił je dla biskupa Tasa z Boskovic (1457–1482), który jednak w 1478 r. zastawił je ponownie Černohorskim z Boskovic. W 1512 r. odzyskał je biskup Stanislav I. Thurzo. Odtąd biskupi zarządzali nim prawie bez przerwy, z wyjątkiem lat 1593–1596 i 1617.
W połowie XVI wieku państwo hukwadzkie składało się z zamku Hukvaldy, miasta Morawska Ostrawa, miasteczek Přibor, Brušperk i Frenštat oraz 17 wsi. Ponadto w okolicy znajdowało się wiele mniejszych, dzierżawionych włości biskupich - niektóre z nich stanowiły enklawy wewnątrz państwa hukwaldzkiego. Biskupi ołomunieccy prowadzili od połowy XVI wieku starania, aby zyskać te włości na trwałe i włączyć je do większych majątków. W ten sposób do państwa hukwaldzkiego pozyskali Przywóz (1555), Závišice (1561), Rychaltice (1570), Véskę (1577) oraz całe mistecko-frydlanckie państwo (1584), które wcześniej było zakupione przez cieszyńskich Piastów. Jednocześnie wykorzystując zadłużenie swych wasali biskupi ołomunieccy starali się przyłączać ich lenna do swego państwa, co stwarzało jednak problemy ekonomiczne i zmuszało do zastawiania części majątku.
W 1760 zarząd państwa przeniesiono do nowo wybudowanego pałacyku. Dwa lata później zamek spłonął od uderzenia piorunu i opustoszał.
W 1835 państwo hukwaldzkie obejmowało około 20 tysięcy hektarów, zamieszkałych przez 32 tysiące osób (w większości katolików, jedynie 19 nie-katolików i 43 żydów). Z etnicznego punktu widzenia były to dwie grupy: Wałasi zamieszkujący około 20 miejscowości na Pogórzu Morawsko-Śląskim na południe od Wysoczyzny Příborskiej (cz. Přiborská pahorkatina) wokół centralnego masywu Ondřejník i Lasi w północnej. Zdecydowana większość posługiwała się na co dzień gwarami laskimi (morawskimi), z polskim lub słowackim akcentem, jedynie w Prchalovie oraz w Skotnicach posługiwano się językiem niemieckim (w 1900 roku obie miejscowości były już w większości czeskojęzyczne). Gospodarka w największym stopniu oparta była na rolnictwie, ponadto istniały huty żelaza we Frydlancie, Czeladnej i Witkowicach. W 1852 państwo hukwaldzkie zostało zamienione w wielki majątek ziemski.

## Spis miejscowości (1835)

Państwo hukwaldzkie w 1844

| osada                  | status           | liczba mieszkańców |
| ---------------------- | ---------------- | ------------------ |
| Brušperk               | miasto chronione | 2781               |
| Frenštát               | miasto chronione | 4483               |
| Příbor                 | miasto chronione | 4760               |
| Morawska Ostrawa       | miasto chronione | 1712               |
| Mistek                 | miasto           | 2601               |
| Frydlant nad Ostrawicą | miasteczko       | 1905               |
| Hukvaldy               | wieś             | 526                |
| Antonínov              | wieś             | 452                |
| Bezkyd                 | wieś             | 433                |
| Bordovice              | wieś             | 366                |
| Chlebovice             | wieś             | 488                |
| Čeladná                | wieś             | 1657               |
| Drnholec               | wieś             | 219                |
| Fryčovice              | wieś             | 1197               |
| Hájov                  | wieś             | 354                |
| Hodoňovice             | wieś             | 318                |
| Klokočov               | wieś             | 558                |
| Skotnice               | wieś             | 421                |
| Kozlovice              | wieś             | 1326               |
| Velké Kunčice          | wieś             | 1311               |
| Malé Kunčice           | wieś             | 342                |
| Koloredov              | wieś             | 835                |
| Lhotka                 | wieś             | 433                |
| Lichnov                | wieś             | 924                |
| Lysůvky                | wieś             | 139                |
| Metylovice             | wieś             | 1156               |
| Měrkovice              | wieś             | 295                |
| Myslík                 | wieś             | 488                |
| Mniší                  | wieś             | 409                |
| Kopřivnice             | wieś             | 972                |
| Ostravice              | wieś             | 1317               |
| Palkovice              | wieś             | 1662               |
| Prchalov               | wieś             | 253                |
| Pstruží                | wieś             | 521                |
| Ptáčník                | wieś             | 128                |
| Rychaltice             | wieś             | 611                |
| Sýkorec                | wieś             | 110                |
| Sklenov                | wieś             | 568                |
| Staříč (Starý)         | wieś             | 1229               |
| Nový Staříč            | wieś             | 208                |
| Závišice               | wieś             | 335                |
| Sviadnov               | wieś             | 440                |
| Tichá                  | wieś             | 1321               |
| Trojanovice            | wieś             | 1914               |
| Vlčovice               | wieś             | 283                |
| Vítkovice              | wieś             | 199                |
| Větřkovice             | wieś             | 402                |
| Zelinkovice            | wieś             | 229                |